# رودني بروكس
رودني بروكس (بالإنجليزية: Rodney Brooks) هو عالم حاسوب ومهندس أسترالي، ولد في 30 ديسمبر 1954 في أديلايد في أستراليا.

## وصلات خارجية
- رودني بروكس على موقع IMDb (الإنجليزية)
- رودني بروكس على موقع الموسوعة البريطانية (الإنجليزية)
- رودني بروكس على موقع ميوزك برينز (الإنجليزية)
- رودني بروكس على موقع إن إن دي بي (الإنجليزية)
- رودني بروكس على موقع قاعدة بيانات الفيلم (الإنجليزية)